# Chômage en Belgique
La Belgique connaît en 2019 un taux de chômage entre 5 et 6%. Il s'élevait en juin 2019 à 5,6 %, ce qui place la Belgique en dessous de la moyenne européenne. Fin 2018, la région de Bruxelles-Capitale était la plus touchée avec un taux de chômage de 15,7 % tandis que la région flamande atteignait seulement 6 % de chômage. Suite à la mise en place du nouveau gouvernement fédéral le 31 Janvier 2025, il y a beaucoup de débats quant à l'avenir du chômage en Belgique.